# Gmina Kungsör
Gmina Kungsör (szw. Kungsörs kommun) – gmina w Szwecji, w regionie Västmanland, z siedzibą w Kungsör.
Pod względem zaludnienia Kungsör jest 240. gminą w Szwecji. Zamieszkuje ją 8287 osób, z czego 49,69% to kobiety (4118) i 50,31% to mężczyźni (4169). W gminie zameldowanych jest 333 cudzoziemców. Na każdy kilometr kwadratowy przypada 40,76 mieszkańca. Pod względem wielkości gmina zajmuje 248. miejsce.

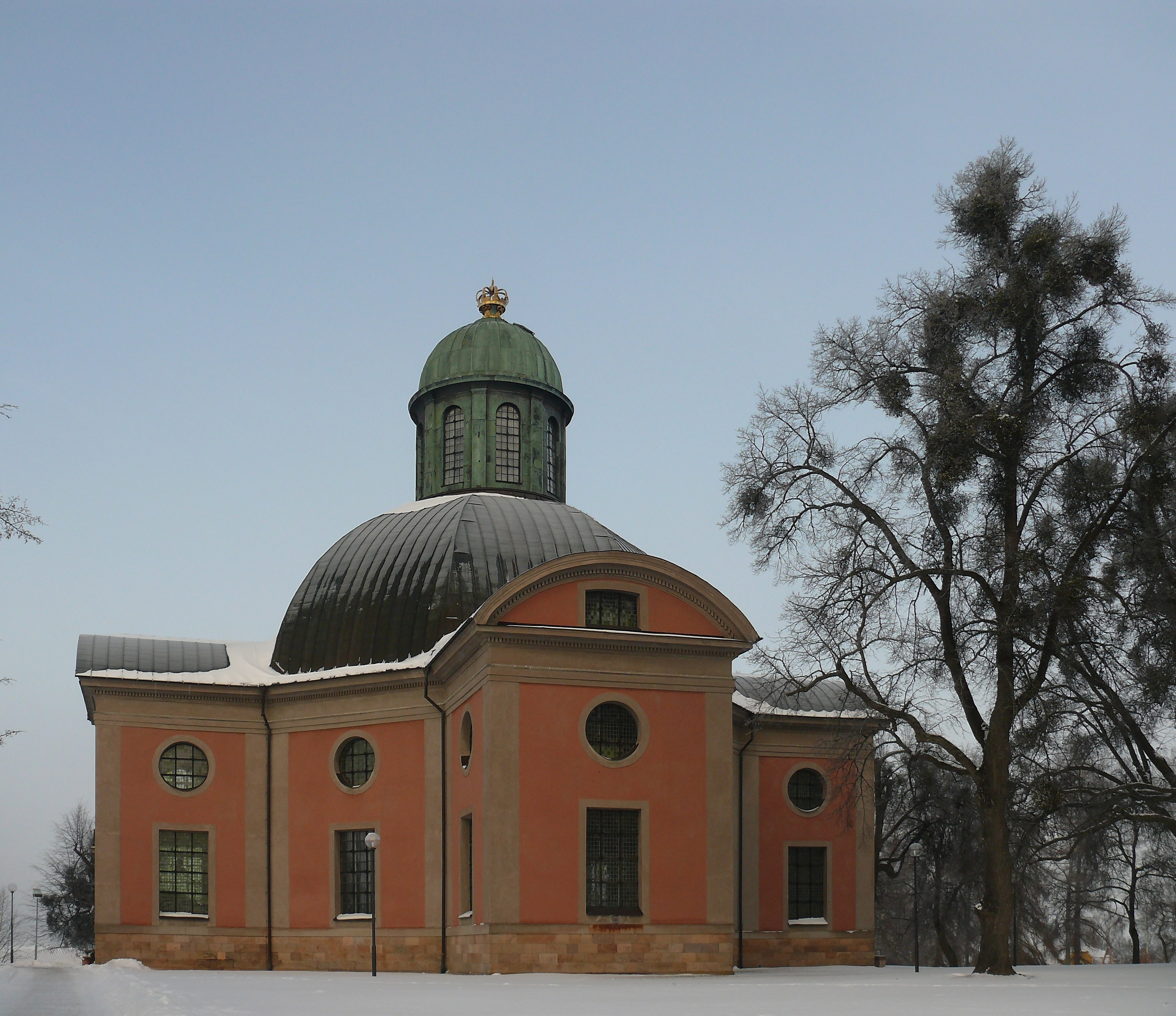
Kungsorski kościół w zimie